# By a Benefit of Wight
By a Benefit of Wight es un álbum pirata (bootleg), grabado en vivo, que recoge la actuación del grupo de rock progresivo Jethro Tull el 30 de agosto de 1970, en el Festival de la Isla de Wight.
La grabación oficial de dicho concierto es el álbum Nothing Is Easy: Live at the Isle of Wight 1970.

## Lista de temas
| #  | Título                      | Autor          | Interpretaciones | Grabación                                    | Tiempo | Álbum de procedencia |
| -- | --------------------------- | -------------- | ---------------- | -------------------------------------------- | ------ | -------------------- |
| 1. | "My Sunday Feeling"         | (Ian Anderson) |                  | 30/8/1970 en el Festival de la Isla de Wight |        | This Was             |
| 2. | "My God"                    | (Ian Anderson) |                  | 30/8/1970 en el Festival de la Isla de Wight |        | Aqualung             |
| 3. | "With You There to Help Me" | (Ian Anderson) |                  | 30/8/1970 en el Festival de la Isla de Wight |        | Benefit              |
| 4. | "To Cry You a Song"         | (Ian Anderson) |                  | 30/8/1970 en el Festival de la Isla de Wight |        | Benefit              |
| 5. | "Bourée"                    | (Ian Anderson) |                  | 30/8/1970 en el Festival de la Isla de Wight |        | Stand Up             |
| 6. | "Dharma for One"            | (Ian Anderson) |                  | 30/8/1970 en el Festival de la Isla de Wight |        | This Was             |
| 7. | "Nothing Is Easy"           | (Ian Anderson) |                  | 30/8/1970 en el Festival de la Isla de Wight |        | Stand Up             |
| 8. | Interview                   | (Ian Anderson) |                  |                                              |        |                      |